# Григорьян, Леонид Григорьевич
Леони́д Григо́рьевич Григорья́н (27 декабря 1929, Ростов-на-Дону — 30 августа 2010, Ростов-на-Дону) — российский поэт, переводчик современной французской прозы и армянской поэзии.

## Биография

Памятная доска в Ростове-на-Дону

Леонид Григорьян родился в Ростове-на-Дону 27 декабря 1929 года. Отец, Григорий Ильич Григорьян, был экономистом. Репрессирован  в 1937 году. Мать работала библиотекарем. В детстве пережил в Ростове оба периода немецкой оккупации.
С 1948 по 1953 год учился на романо-германском отделении историко-филологического факультета Ростовского государственного университета. Преподавал латынь в Ростовском медицинском институте.
Первая подборка стихов была опубликована, когда автору исполнилось 37 лет.
Рекомендации для вступления в Союз писателей Леониду Григорьяну дали Фазиль Искандер, Давид Самойлов, Арсений Тарковский.
Умер 30 августа 2010 года.
В Ростове-на-Дону имеется мемориальная табличка по адресу ул. М. Горького 147б, где Леонид Григорьян жил в период с 1934 по 2010 год.

## История поэтического сборника «Дневник»
«7 декабря 1975. После смерти А. Бахарева руководителем ростовской организации стал Пётр Лебеденко. Ещё не «придя к власти», он объявил повесть А. Немцева «Конец Шкандыбина» вещью… антисоветской, и мне с трудом удалось спасти книгу. Затем объявил вредной повесть П. Шестакова «Страх высоты» (по этой повести поставили фильм). В сентябре с. г. собрал Правление, чтобы приговорить к смерти книгу стихов Л. Григорьяна «Дневник». Поставил магнитофон, посадил стенографистку, собрал большинство голосов. М. Соколов кричал о книге: «Под нож!». Книгу защищали Николай Скрёбов, Игорь Бондаренко, Наталья Суханова. Не помогло» — Борис Изюмский.

## Книги Леонида Григорьяна
1. Григорьян Л. Перо. — Ростов-на-Дону: Ростиздтат, 1968. — 80 с.
2. Григорьян Л. Друг. — М.: Молодая гвардия, 1973.
3. Григорьян Л. Дневник. — Ростов-на-Дону: Ростиздтат, 1975. — 72 с. — тираж уничтожен решением Правления РО Союза Писателей.[2]
4. Григорьян Л. Пенаты. — Ростов-на-Дону: Ростиздтат, 1978.
5. Григорьян Л. Вечернее чудо. — Ереван: Советакан грох, 1988.
6. Григорьян Л. Затерянная тетрадь. — Ростов-на-Дону: Ростовское книжное издательство, 1991.
7. Григорьян Л. Мчатся тучи. — Ростов-на-Дону: Издательство «Личный интерес», 1993.
8. Григорьян Л. Светает. — Ростов-на-Дону: Гефест, 1994.
9. Григорьян Л. Терпкое благо. — Ростов-на-Дону: Гефест, 1995.
10. Григорьян Л. Постскриптум. — Ростов-на-Дону: Гефест, 1997.
11. Григорьян Л. Вниз по реке. — М.: Нейроком-Электортранс, 1998. — 257 с.[5]
12. Григорьян Л. Участь. — Омск: Библиотека журнала «Южная звезда», 1999.
13. Григорьян Л. Последняя сверка. — Ростов-на-Дону: МП «Книга», 2000.
14. Григорьян Л. Внесистемная единица: стихи последних лет. — Таганрог: Издательство Ю. Д. Кучма, 2003. — 36 с. — ISBN 5-87450-087-1.
15. Григорьян Л. На посошок: стихи разных лет. — Таганрог: Издательство Ю. Д. Кучма, 2005. — 44 с. — ISBN 5-87450-087-1.
16. Григорьян Л. Одиннадцатая заповедь. — Таганрог: Центр развития личности, 2008. — 40 с.[6]
17. Григорьян Л. Лягу в два, а встану в три… — Ростов-на-Дону: Старые русские, 2009. — 240 с. — ISBN 978-5-901377-46-8.[7]
18. Григорьян Л. Перевоплощения. Избранные переводы с французского. — Ростов-на-Дону: Старые русские, 2010. — 352 с. — ISBN 978-5-901377-48-2.
19. Григорьян Л. Весёлый шарик на печальном шаре. — Ростов-на-Дону: Старые русские, 2012. — 448 с. — ISBN 978-5-901377-61-1.[3][8]

## Цитаты
- «Леонида Григорьяна неюным читателям поэзии представлять не надо: замечательный лирик из города Ростова в канувшие времена редко и глухо печатался (но все же — расслышали и полюбили), а вначале больше был славен как переводчик Сартра и Камю. В «Новом мире» 69-го года была напечатана его блистательная русская версия повести «Падение», в которой голоса автора, героя и переводчика вдохновенно и трагически сливались вместе. Я тогда Григорьяна не знала (позднее мы крепко сдружились, и вот уже лет двадцать пребываем в полемически веселой переписке), но интуитивно сразу же раскусила, что переводчик тут не просто «почтовая лошадь», а ярчайшая и чудная (ударение — на оба слога!) личность, верхом летающая на своем личном Пегасе. Позднее догадка эта подтвердилась не только при чтении оригинальных стихотворений Григорьяна, но и — его ородненных интерпретаций армянской поэзии»[5] — Татьяна Бек, 1998.